# Torsan
Torsan – sztuczne lodowisko w Sanoku, funkcjonujące w latach 1968–2006, na którym mecze w hokeju na lodzie rozgrywała w roli gospodarza drużyna sekcji hokejowej klubu sportowego ZKS Stal Sanok (1968–1991), a następnie zespoły sanockich klubów hokejowych pod nazwami STS Sanok (1991–1998), SKH Sanok (1999–2002), KH Sanok (2002–2006). 

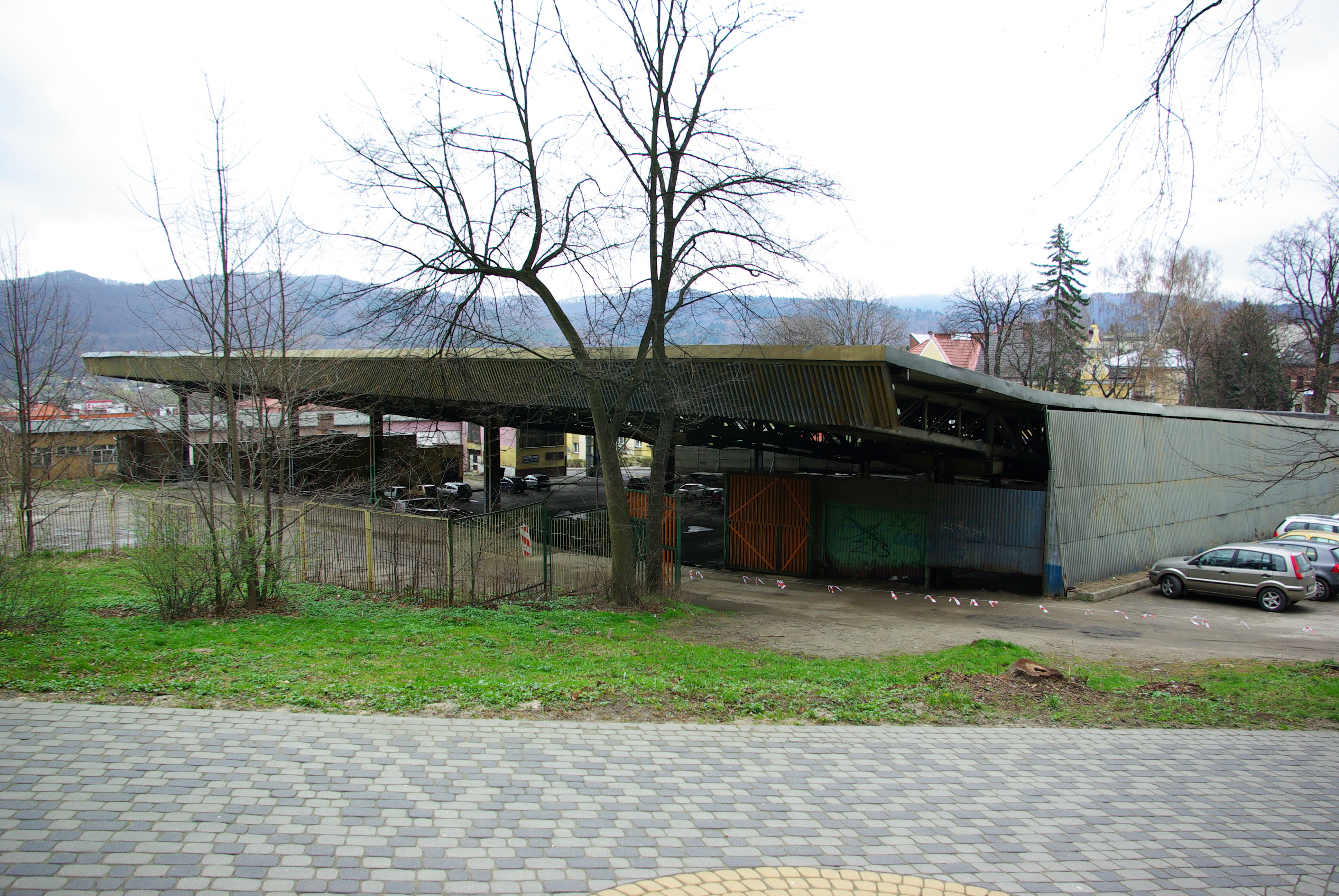
Konstrukcja byłego lodowiska – widok od strony parku miejskiego (2012)

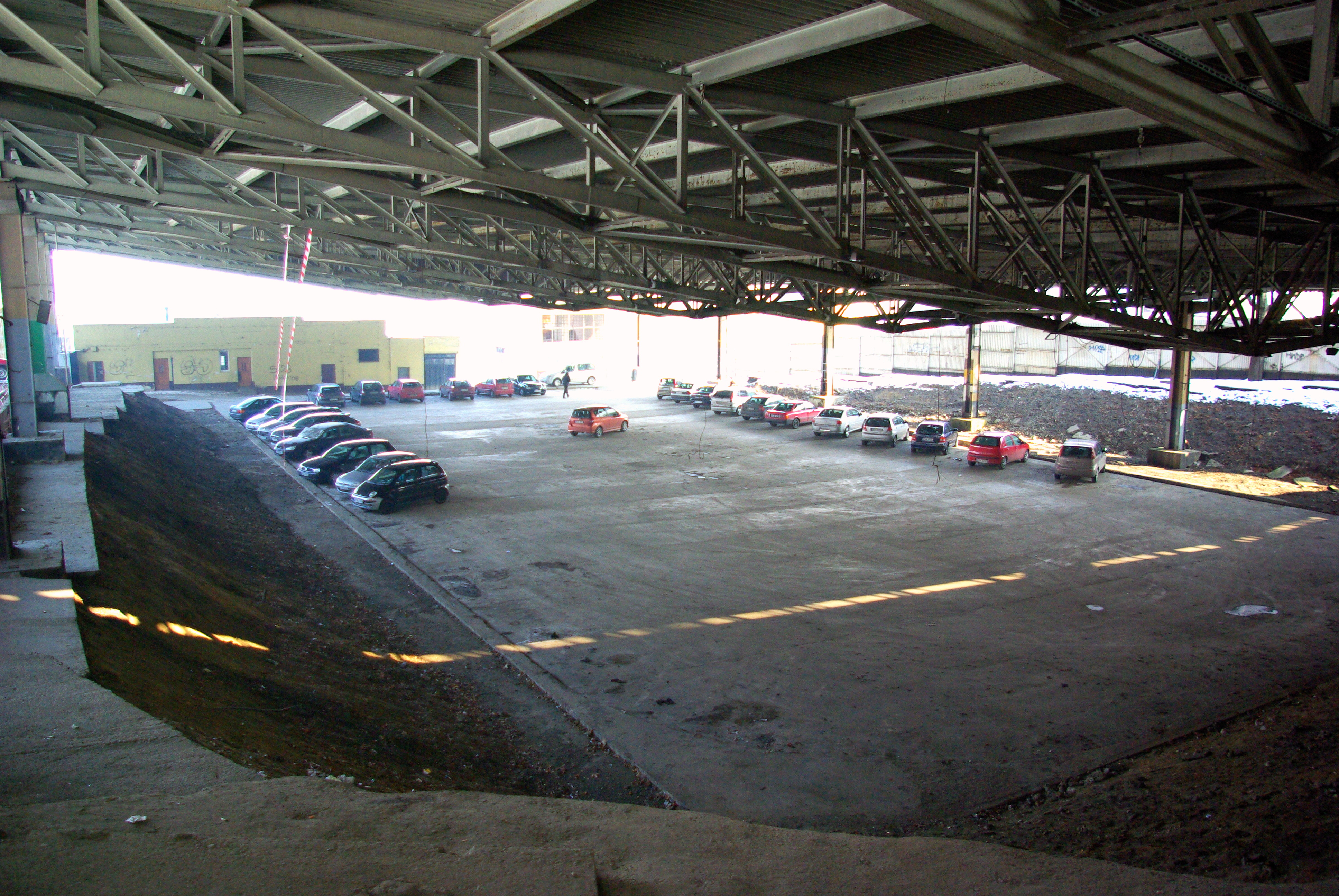
Stan wewnątrz obiektu – parking samochodowy (2012)

## Historia
Obiekt znajdował się w dzielnicy Śródmieście na nieruchomości przy ulicy Adama Mickiewicza 13. Od strony zachodniej graniczył z parkiem miejskim im. Adama Mickiewicza. Pierwotnie w latach 1925–1949 nieruchomość należała do Towarzystwa Gimnastycznego „Sokół” w Sanoku, którego siedziba znajduje się obok w Gmachu Towarzystwa Gimnastycznego Sokół przy ulicy Mickiewicza 13. Od strony północnej znajdują się korty tenisowe przy ulicy Mickiewicza 12, zaś naprzeciw, od strony wschodniej, Gimnazjum nr 2 im. Królowej Zofii.
Przed powstaniem lodowiska w tym miejscu znajdowało się boisko i basen (w trakcie II wojny światowej w okresie okupacji niemieckiej wybudowany w ciągu kilku tygodni przez Niemców i otwarty 9 czerwca 1940). W latach 50. na tym terenie zbudowano drewniany amfiteatr (muszla koncertowa i drewniana estrada – jeszcze w latach 60. w tym miejscu odbywały się „Dni Sanoka” i „Żakinada”, a także np. uroczystości ZBoWiD).
Inicjatorem budowy lodowiska był Edward Pilszak, zawodnik i instruktor hokeja na lodzie. Od 1953 nieopodal na Górze Parkowej działała skocznia narciarska, a od lutego 1965 wyciąg narciarski. Idea zbudowania sztucznego lodowiska pojawiła się w 1963 na zebraniu Powiatowego Komitetu Kultury Fizycznej i Turystyki (PKKFiT). W tym czasie w mieście były do dyspozycji dwie sprężarki. Pomysł miał zostać zrealizowany w czynie społecznym sztucznego lodowiska; w tym celu 20 lutego 1965 powołano Społeczny Komitet Budowy Sztucznego Lodowiska, którego przewodniczącym został sekretarz Komitetu Powiatowego PZPR Ignacy Bąk. Wykonawcą lodowiska była Sanocka Fabryka Autobusów „Autosan”. Przy pracach jako działach udzielał się Józef Baszak. Budowę podjęto w 1966 na terenie byłego amfiteatru przy ulicy Adama Mickiewicza. Inicjatywę wsparły wszystkie miejskie zakłady pracy, a przy budowie pracowali mieszkańcy miasta w czynie społecznym dla uczczenia 25-lecia Polski Ludowej. Współtwórcą dokumentacji sztucznego lodowiska był inż. Franciszek Olszewski. Po trzech latach prac na różnym polu przy tworzeniu obiektu, we wrześniu 1968 był wykonywany próbny rozruch urządzeń lodowiska. Próbne zamrożenie tafli sztucznego lodowiska odbyło się 31 października 1968, zaś oficjalnie obiekt – jako pierwsze w województwie rzeszowskim sztuczne lodowisko –  został otwarty uroczyście 9 listopada 1968 i wówczas rozegrano dwudniowy turniej juniorski z udziałem drużyn Stali Sanok, Naprzodu Janów i Podhala Nowy Targ (obiekt oddano do użytku tuż przed V Zjazdem PZPR określając go jako jeden z wielu „czynów zjazdowych”, w uroczystościach gromadzących kilka tysięcy widzów zorganizowana była defilada sportowców, pokaz jazdy figurowej na lodzie w wykonaniu szkółki sportowej z Janowa, odznaką „Zasłużony Działacz Kultury Fizycznej” zostali odznaczeni przewodniczący PRN Zbigniew Dańczyszyn i sekretarz KP PZPR Ignacy Bąk, Odznaką 100-lecia Sportu Polskiego wyróżniono 15 osób, zaś symbolicznego przecięcia wstęgi dokonał przewodniczący WKFFiT w Rzeszowie Kazimierz Partyka. Od początku do końca istnienia lodowiska mrożenie lodu następowało sztucznie, z wykorzystaniem instalacji amoniakowej. Przy konstrukcji wykorzystano rury bez szwu o łącznej długości 17 km.
Obiekt służył sekcji hokeja na lodzie klubu sportowego Stal Sanok. Tuż po uruchomieniu sztucznego lodowiska przy publikacji rozpoczynającego się 22 grudnia 1968 terminarza sezonu 1968/1969 ligi okręgowej rzeszowskiej władze Okręgowego Związku Hokeja na Lodzie w Rzeszowie zastrzegły, że w razie niekorzystnych warunków atmosferycznych mecze czterech uczestników rozgrywek (nie uwzględniając Sanoka) odbędą się na sanockim sztucznym lodowisku. W inauguracyjnym meczu sezonu i zarazem pierwszym ligowym drużyny Stali na nowym lodowisku sanoczanie ulegli JKS Jarosław 1:10. Ponadto istniała możliwość, aby przy niekorzystnej pogodzie mistrz okręgu JKS także rozgrywał swoje mecze w eliminacjach o miejsce w II lidze 1969/1970, jednak mecze odbyły się planowo w Jarosławiu. Lodowisko było także otwarte do korzystania rekreacyjnego, zaś bilety rozprowadzał w tym celu sanocki oddział PTTK.
6 września 1969 na płycie lodowiska odbył się wiec ZBoWiD-u.
Początkowo lodowisko było określane jako „Santor”. Od początku gospodarzem obiektu był Powiatowy Ośrodek Sportu, Turystyki i Wypoczynku (POSTiW) „Wierchy” (prowadzący także sanocki stadion), który w 1970 nie był w stanie kierować lodowiskiem, w związku z tym planowano przekazane go pod pieczę Związku Zawodowego Metalowców przy SFA „Autosan”. W późniejszych latach obiekt zyskał trwałą nazwę „Torsan”. W dniach 25-28 lutego 1971 na lodowisku zorganizowano związkowe mistrzostwa Polski juniorów w hokeju na lodzie z udziałem ośmiu drużyn, pod patronatem Centralnej Rady Związków Zawodowych (CRZZ).
Po awansie hokeistów Stali do II ligi przed sezonem 1971/1972 dokonano zwiększenia liczby miejsc na widowni lodowiska, poprawiono oświetlenie oraz doposażenie boksów. W tym czasie trybuny obiektu mogły pomieścić 4 tys. widzów. Pomimo istniejącej dogodności korzystania z zamrożonej sztucznie tafli lodu, utrudnieniem do komfortowego przeprowadzania meczów pozostawały nadal warunki atmosferyczne, głównie w postaci opadów śniegu, które występując podczas meczów wpływały niekorzystnie na przebieg meczów wobec braku zadaszenia. W trakcie sezonu 1972/1973 podczas meczów z Odrą Opole 3-4 lutego 1973 po raz pierwszy została użyta rolba – urządzenie skonstruowana w czynie społecznym w fabryce Autosan, służące do przygotowania i konserwacji tafli lodu do gry (wcześniej następowało to ręcznie). Przed kolejnym sezonem 1973/1974 przeprowadzono modernizację lodowiska, poprawiając jego wygląd wizualny i funkcjonalność, a także powiększono taflę lodu o 350 m², dostosowując ją do obowiązującym standardów, wskutek czego powierzchnia lodu zyskała wymiar 30 x 60 m. 30 września 1973 członkowie miejskiej organizacji PZPR w Dniu Partyjnego Czynu pracowali przy przebudowie lodowiska. Pod koniec 1973 sanockie sztuczne lodowisko, obok otwartego w tym roku lodowiska Dębicy, pozostawało jednym z dwóch tego typu obiektów na Rzeszowszczyźnie. Pomimo stałego unowocześniania obiektu mecze hokejowe nadal miewały utrudniony przebieg z uwagi na warunku atmosferyczne (padający śnieg tudzież deszcz). Po sezonie 1973/1974, na przełomie kwietnia i maja 1974 działacze, trenerzy i sportowcy hokejowej Stali w czynie społecznym dokonywali prac przy odnowieniu obiektu. Przed nowym sezonem w 1974, mimo planów nie zbudowany został pawilon przy lodowisku, mający zapewnić większy komfort korzystania z obiektu, a ponadto osunęła się ziemia na niezabezpieczonej południowej trybunie dla kibiców (od strony kina), U progu sezonu 1974/1975 tafla lodowiska była czynna w godz. 8-22:30, a na obiekcie planowano budowę pawilonu oraz zadaszenia. Brak dachu nad lodem nadał powodował rozgrywanie meczów w trudnych warunków np. przy padającym ulewnym deszczu albo obfitej śnieżycy. Jesienią 1975 pierwotnie zakończono modernizację (poszerzono płyty, stworzono zaplecze, w tym budynek z szatniami, ogrodzenie, wykonano remont trybun), ostatecznie sfinalizowaną w 1978 i opiewającą na koszt 25 mln złotych. W sezonie II ligi 1975/1976 drużyna Stali zwyciężyła w rozgrywkach, uzyskując awans do I ligi; podczas trwania meczów wyjazdowych Stalowców kibice regularnie gromadzili się przy lodowisku oczekując na wynik spotkania. Pod koniec maja 1976 na płycie lodowiska został zorganizowany turniej bokserski z okazji jubileuszu 30-lecia istnienia sanockiego klubu, w którym zwyciężyła drużyna Stali, a innymi uczestnikami były zespoły Hutnika Kraków i Szombierek Bytom.
Poważnym deficytem obiektu był brak dachu nad lodowiskiem, tym bardziej że zgodnie z wydanymi zaleceniami PZHL, mecze musiały być rozgrywane na obiektach krytych w I lidze od 1976, a w II od 1977. 12 grudnia 1975 zebrała się Rada Techniczna SFA „Autosan” celem przygotowania działań w tej sprawie. 18 czerwca 1976 Rada Techniczna SFA „Autosan” zatwierdziła koncepcję zadaszenia lodowiska, przedstawioną przez „Miastoprojekt” z Rzeszowa według projektu inż. J. Wijowskiego (w zamyśle pojemność lodowiska miała wynosić 4420 miejsca, w tym 1000 siedzących). Przed inauguracyjnym sezonem I ligi na lodowisku zainstalowano 45 dodatkowych punktów świetlnyc. Ponadto dokonano remontu lodowiska oraz wstępnie wzniesiono nowy pawilon sportowy (wcześniej drużyny przygotowywały się w autokarach przed wyjściem na taflę lodu). W sezonie ekstraklasy 1976/1977 na obiekcie pojawiał się komplet publiczności w liczbie 3 tys. widzów. W 1977 nieukończony pozostawał nadal budynek dobudowanego pawilonu przy budynku obok lodowiska, którego oddanie do użytku planowano już w 1976.
Na początku sezonu II ligi 1977/1978 nastąpiły przejściowe kłopoty z lodowiskiem, w związku z czym pierwszy dwumecz domowy Stali został rozegrany w Nowym Targu (8 i 9 października 1977), a inauguracja na Torsanie miała miejsce w czwartym dwumeczu 22 i 23 października 1977. W razie niekorzystnych warunków atmosferycznych (np. zamieć śnieżna podczas meczu z Unią Oświęcim 26 listopada 1977), nadal rozgrywanie spotkań były utrudnione. Przed sezonem II ligi 1978/1979 dokonano prac remontowych na obiekcie. Na lodowisku odbyło się otwarcie IX Zimowych Igrzysk Młodzieży Szkolnej 2 lutego 1978 i na obiekcie rozgrywano Turniej „Złotego Krążka”. Z okazji tej imprezy zainstalowano ogrodzenie Torsanu od strony ulicy A. Mickiewicza, na którym utrwalono postacie hokeistów i łyżwiarzy figurowych, a także koła olimpijskie
Przed sezonem 1979/1980 zainstalowano dach lodowiska, dzięki czemu po raz pierwszy możliwy był trening na lodzie w okresie letnim. 4 lutego 1980 na obiekcie została otwarta VII Ogólnopolska Spartakiada Młodzieży, a na tafli Torsanu organizowano zawody łyżwiarstwa figurowego oraz turniej hokeja na lodzie, w którym wygrała drużyna Podhala Nowy Targ, a w rywalizacji nie brała udziału drużyna miejscowej Stali. Na finiszu sezonu II ligi 1981/1982 na Torsanie odbył się turniej eliminacyjny do I ligi, w który Stał zajęła ostatecznie trzecie miejsce.
Funkcję kierownika lodowiska pełnił przez pięć lat Józef Kornecki. Przed sezonem 1982/1983 wskutek opóźnienia prowadzonych prac konserwacyjnych na obiekcie zamrożenia tafli został przesunięty. Rok później przed edycją II ligi 1983/1984 wskutek podobnego opóźnienia lodowisko było dostępne dla drużyny dopiero od 20 września 1983. Kolejny gruntowy remont budynku przeprowadzono w latach 1983–1984: powstała nowa maszynownia, nowa płyta, dokończono zadaszenie, zmodernizowano instalację chłodniczą, jednak obiekt nie stanowił hali, gdyż posiadał jedynie dach i nie był w pełni obudowany ścianami bocznymi. Z uwagi na trwający ww. remont Stal początkowe spotkania sezonu II ligi 1984/1985 w roli gospodarza rozgrywała poza Sanokiem (Nowy Targ), a pierwsze spotkanie na Torsanie po modernizacji rozegrano 17 listopada 1984. W 1984 miastu powierzono organizację finałów XII Zimowej Ogólnopolskiej Spartakiady Młodzieży (po raz drugi w województwie krośnieńskim), w związku z czym do listopada tego roku trwał remont Torsanu. Na Torsanie odbyła się uroczystość otwarcia XII OZSM 17 lutego 1985 (z pokazem wystąpił Grzegorz Filipowski) oraz zawody łyżwiarstwa figurowego i hokeja na lodzie w dniach 18-24 lutego 1985 (do finałów awansowała wówczas drużyna Stali). Po dokonanej wymianie instalacji i maszynowni obiektu Stal przystępowała do sezonu II ligi 1985/1986 mając do dyspozycji taflę lodu już dwa miesiące przed startem rozgrywek. Ponadto w tym okresie na Torsanie swoje mecze w roli gospodarza rozgrywała drużyna Legii KTH Krynica w sezonie I ligi 1985/1986 od drugiej fazy rozgrywek, wobec braku zadaszenia na odkrytym lodowisku w Krynicy-Zdroju.
27 kwietnia 1986 lodowisko Torsan było jedną z aren Turnieju Miast „Sanok – Bolesławiec”, zakończonego wynikiem 2:4. Przed sezonem 1987/1988 wymagane było dokończenie unowocześnienia obiektu. Kolejna modernizacja obiektu miała miejsce w 1988 (m.in. energia elektryczna). W tym samym roku władze miasta udzieliły klubowi Stal Sanok koncesji na prowadzenie na lodowisku bazaru. Od 2 do 5 marca 1989 na lodowisku trwały XIV Ogólnopolskie Igrzyska Młodzieży Szkolnej. W dniach 21-24 lutego 1990 na Torsanie odbył się finałowy turniej hokejowy w ramach. Latem 1990 na płycie lodowiska działało targowisko, a wobec zaistniałej trudnej sytuacji ekonomicznej władze SFA „Autosan” planowały oddanie prowadzenia i utrzymywania obiektu na rzecz klubu.
Po zakończeniu działalności hokejowej sekcji Stali Sanok, właściciel obiektu, SFA „Autosan”, wydzierżawił lodowisko na rzecz nowego klubu, Sanockiego Towarzystwa Sportowego, za symboliczną kwotę 100 tys. zł. miesięcznie od dnia 2 czerwca 1991. W sezonie II ligi 1991/1992 STS uzyskał awans do I ligi, 15 marca 1992 wygrywając decydujące spotkanie ze Stoczniowcem Gdańsk 9:0. W 1992 Rada Miasta Sanoka podjęła uchwałę zmierzającą do komunalizacji lodowiska. Przed sezonem I-ligowym lodowisko było zamrożone od 2 sierpnia 1992. Inauguracja edycji I ligi 1992/1993 miała miejsce we wtorek 8 września 1992, a STS w tym spotkaniu uległ wicemistrzowi Polski Naprzodowi Janów 2:3. W trakcie sezonu STS rozegrał mecz pokazowy z byłymi gwiazdami reprezentacji ZSRR, zakończone zwycięstwem gospodarzy 5:4 (trzy gole zdobył Adrian Krzysztofik).
W pierwszej połowie lat 90. XX w. na obiekcie Torsanu w okresie letnim były organizowane imprezy w ramach akcji „Podaruj Dzieciom Brata Słońce” organizowanej przez sanockich franciszkanów, w tym proboszcza o. Romana Pałaszewskiego. W 1992 na lodowisko zorganizowano część programu III Ogólnopolskiego Festiwalu Ekologicznego. 6 maja 1995 na płycie lodowiska został zorganizowany koncert Maryli Rodowicz. W sierpniu 1996 Torsan był główną areną imprezy pod nazwą Euro Eco Meeting „Bieszczady '96”, zaś podczas koncertu galowego 5 sierpnia 1996  na zakończenie wystąpił amerykański raper Coolio.
Od 1999 na obiekcie swoje mecze rozgrywała drużyna Sanockiego Klubu Hokejowego, będącego sukcesorem STS. We wrześniu 1999 dyrektorem Torsanu został Józef Kornecki. Od początku 2000 Torsanem administrował Miejski Ośrodek Sportu i Rekreacji w Sanoku; w tym czasie trwały prace remontowo-modernizacyjne na obiekcie, jego infrastrukturze i otoczeniu. Na przełomie XX/XXI w budynku przy lodowisku pod adresem ul. Adama Mickiewicza 12 działał sklep sportowy Lider. W 2002 prowadzono remont infrastruktury przy lodowisku. Ostatni oficjalny mecz hokejowy na Torsanie odbył się 21 marca 2006. Było to czwarte spotkanie o utrzymanie w polskiej ekstralidze sezonu 2005/2006 pomiędzy KH Sanok i Stoczniowcem Gdańsk zakończone wynikiem 6:2. Ostatniego gola dla sanockiej drużyny zdobył wówczas Adam Fraszko, a generalnie ostatnią bramkę na Torsanie uzyskał zawodnik gości, Mateusz Rompkowski.
Na początku XXI pojawiły się w oficjalnym obiegu głosy przemawiające za potrzebą budowy nowej hali z lodowiskiem w Sanoku. Do 2004 na lodowisku Torsan istniały drewniane bandy i okalające taflę lodową siatki, po czym we wrześniu 2004 podjęto instalowanie band plastikowych oraz szyb pleksi. Od 2004 do 2006 trwała budowa obiektu Arena Sanok, na lodowisku którego klub hokejowy z Sanoka podjął rozgrywki hokejowej od sezonu 2006/2007.
Na przełomie XIX i XX wieku na rozmrożonym obiekcie lodowym Regionalna Izba Gospodarcza organizowała wystawa „Dom i Ogród”, po raz ostatni w 2006, po której lodowisko zupełnie zakończyło dotychczasową działalność. Następnie dokonano zagospodarowania terenu i w sierpniu 2006 burmistrz miasta zdecydował o przeznaczeniu go jako miejski parking płatny, administrowany przez Miejski Ośrodek Sportu i Rekreacji w Sanoku. Płyta byłego lodowiska pełniła tę funkcję do 2013.
W 1993 prawa użytkowania wieczystego gruntu stanowiącego własność Skarbu Państwa nabył Autosan, a w tym samym roku nastąpiła komunalizacja nieruchomości. W 2008 Ministerstwo Spraw Wewnętrznych i Administracji stwierdziło nieważność decyzji komunalizacyjnej. 15 lutego 2010 Sądu Rejonowy w Sanoku w prawomocnym wyroku przywrócił nieruchomości Towarzystwu Gimnastycznemu Sokół w Sanoku (wśród nich częścią lodowiska Torsan). W związku z tym 30 kwietnia 2010 nieruchomość została przekazana TG Sokół w Sanoku. W tym czasie nadal trwał spór prawny w zakresie nieruchomości, na której był położony obiekt Torsan.
Na przełomie 2012/2013 zostały wyburzone budynki stanowiące zaplecze lodowiska od strony północnej. W 2013 zdemontowano pozostałości konstrukcji lodowiska, w tym zadaszenia.